# Melgershausen
Melgershausen ist ein Stadtteil von Felsberg im nordhessischen Schwalm-Eder-Kreis.

## Geographische Lage
Melgershausen liegt im äußersten Westen des Naturraums Fulda-Werra-Bergland, an der Grenze zum südsüdwestlich anschließenden Naturraum Knüll-Hochland mit dem Knüllgebirge. Es befindet sich etwa 5 km (Luftlinie) ostnordöstlich der Felsberger Kernstadt. Durch das Dorf fließt der Brückenbach, dessen Wasser durch den nordwestwärts fließenden Helterbach (auch Helderbach genannt) den Schießbach (oder Stelterbach) erreicht, der westwärts der Eder zufließt; nordöstlich des Dorfs entspringt der nordostwärts fließende Freitagsbach, der beim nahen Lobenhausen in die Fulda mündet. Nördlich erhebt sich der Quillerkopf (ca. 345 m), nordöstlich der Kesselkopf (Kessel; 368,1 m), südwestlich der Heiligenberg (393,3 m) mit der Burg Heiligenburg und nordwestlich der Mönchskopf (302,7 m).

## Geschichte
Ortsgeschichte
Die älteste bekannte Erwähnung von Melgershausen erfolgte im Jahr 1151 unter dem Namen „Medelhereshusen“ in einer Urkunde des Klosters Hasungen. Ab dem Jahre 1360 gehörte das Dorf zum Amt Felsberg. Während des Dreißigjährigen Kriegs (1618–1648) wurden Ort und Kirche im Jahr 1640 vollkommen zerstört. Von 1727 bis 1729 erbaute man die heutige Fachwerkkirche.
Zum 1. April 1972 wurde die Gemeinde Melgershausen im Zuge der Gebietsreform in Hessen auf freiwilliger Basis in die Gemeinde Gensungen eingemeindet. In einer weiteren Stufe dieser Reform kam diese mit ihren Ortsteilen kraft Landesgesetz dann zu Felsberg. Seit dem 1. Januar 1974 ist Melgershausen ein Stadtteil von Felsberg. Für Melgershausen wurde, wie für alle eingegliederten ehemals eigenständigen Gemeinden von Felsberg, ein Ortsbezirk mit Ortsbeirat und Ortsvorsteher nach der Hessischen Gemeindeordnung gebildet.
Sälzer Weg
Ein alter Handelsweg, der Sälzer Weg (Salzweg), führte durch den Ort. Über diesen Weg wurde früher das an der Werra gewonnene Salz von Bad Sooden-Allendorf entlang der Höhenwege über Hessisch Lichtenau, Melsungen, Melgershausen und Gensungen bis an den Rhein transportiert. Der heutige Brückenbachweg in Verlängerung zur Autobahn und die Alte Straße vorbei an der Kartause Eppenberg nach Gensungen verlaufen entlang dem einstigen Sälzer Weg.

## Bevölkerung
Einwohnerstruktur 2011
Nach den Erhebungen des Zensus 2011 lebten am Stichtag, dem 9. Mai 2011, in Melgershausen 426 Einwohner. Darunter waren 12 (2,8 %) Ausländer. Nach dem Lebensalter waren 72 Einwohner unter 18 Jahren, 171 zwischen 18 und 49, 90 zwischen 50 und 64 und 93 Einwohner waren älter. Die Einwohner lebten in 177 Haushalten. Davon waren 39 Singlehaushalte, 51 Paare ohne Kinder und 63 Paare mit Kindern, sowie 18 Alleinerziehende und 3 Wohngemeinschaften. In 48 Haushalten lebten ausschließlich Senioren und in 111 Haushaltungen lebten keine Senioren.
Einwohnerentwicklung
- 1585: 30 Haushaltungen[2]
- 1747: 36 Haushaltungen[2]

| Melgershausen: Einwohnerzahlen von 1834 bis 2020 | Melgershausen: Einwohnerzahlen von 1834 bis 2020 | Melgershausen: Einwohnerzahlen von 1834 bis 2020 | Melgershausen: Einwohnerzahlen von 1834 bis 2020 | Melgershausen: Einwohnerzahlen von 1834 bis 2020 |
| --- | ------------------------------------------------ | ------------------------------------------------ | ------------------------------------------------ | ------------------------------------------------ |
| Jahr |                                                  |                                                  |                                                  | Einwohner                                        |
| 1834 | 1834                                             |                                                  | 292                                              | 292                                              |
| 1840 | 1840                                             |                                                  | 314                                              | 314                                              |
| 1846 | 1846                                             |                                                  | 308                                              | 308                                              |
| 1852 | 1852                                             |                                                  | 310                                              | 310                                              |
| 1858 | 1858                                             |                                                  | 319                                              | 319                                              |
| 1864 | 1864                                             |                                                  | 327                                              | 327                                              |
| 1871 | 1871                                             |                                                  | 313                                              | 313                                              |
| 1875 | 1875                                             |                                                  | 325                                              | 325                                              |
| 1885 | 1885                                             |                                                  | 338                                              | 338                                              |
| 1895 | 1895                                             |                                                  | 341                                              | 341                                              |
| 1905 | 1905                                             |                                                  | 337                                              | 337                                              |
| 1910 | 1910                                             |                                                  | 352                                              | 352                                              |
| 1925 | 1925                                             |                                                  | 361                                              | 361                                              |
| 1939 | 1939                                             |                                                  | 375                                              | 375                                              |
| 1946 | 1946                                             |                                                  | 622                                              | 622                                              |
| 1950 | 1950                                             |                                                  | 579                                              | 579                                              |
| 1956 | 1956                                             |                                                  | 490                                              | 490                                              |
| 1961 | 1961                                             |                                                  | 442                                              | 442                                              |
| 1967 | 1967                                             |                                                  | 461                                              | 461                                              |
| 1980 | 1980                                             |                                                  | ?                                                | ?                                                |
| 1990 | 1990                                             |                                                  | ?                                                | ?                                                |
| 2000 | 2000                                             |                                                  | ?                                                | ?                                                |
| 2007 | 2007                                             |                                                  | 438                                              | 438                                              |
| 2011 | 2011                                             |                                                  | 426                                              | 426                                              |
| 2014 | 2014                                             |                                                  | 403                                              | 403                                              |
| 2020 | 2020                                             |                                                  | 389                                              | 389                                              |
| Datenquelle: Historisches Gemeindeverzeichnis für Hessen: Die Bevölkerung der Gemeinden 1834 bis 1967. Wiesbaden: Hessisches Statistisches Landesamt, 1968. Weitere Quellen: Stadt Felsberg:; Zensus 2011 |                                                  |                                                  |                                                  |                                                  |

Historische Religionszugehörigkeit
| • 1885: | 338 evangelische (= 100 %) Einwohner                              |
| • 1961: | 404 evangelische (= 91,40 %), 32 katholische (= 7,24 %) Einwohner |

## Politik
Für Melgershausen besteht ein Ortsbezirk (Gebiete der ehemaligen Gemeinde Melgershausen) mit Ortsbeirat und Ortsvorsteher nach der Hessischen Gemeindeordnung.
Der Ortsbeirat besteht aus drei Mitgliedern. Bei den Kommunalwahlen in Hessen 2021 betrug die Wahlbeteiligung zum Ortsbeirat 54,98 %. Alle Kandidaten gehörten der SPD an. Der Ortsbeirat wählte Markus Steinbach zum Ortsvorsteher.

## Verkehr
Durch Melgershausen führt die Landesstraße 3222 (Altenbrunslar–Melgershausen–Melsungen), von der im Dorf die Kreisstraße 143 in Richtung Südsüdwesten nach Heßlar abzweigt. Etwa 1 km westlich der Ortschaft verläuft in Nord-Süd-Richtung die Bundesautobahn 7 mit der über die K 143 an der Bundesstraße 253 liegenden Anschlussstelle Melsungen.